# Влахински водопад
Влахинският водопад е водопад, намиращ се на Влахинската река край село Влахи, Пирин планина. Разположен е в скалиста местност на височина 20 – 25 m, образувайки малко езерце. До основата на Влахинския водопад се достига трудно.